# غسان اللبني
غسان اللبني، ممثل سوري، متزوج وله من الأولاد بنت وثلاثة شباب. عمل ضمن برنامج تلفزيوني أسبوعي «نادي الأطفال» عام 1972 وقد كان عمره 12 سنة قدم مهرجاناً فنياً في سينما «راميتا».

## أعماله
- برنامج نادي الأطفال 1972
- «عرس شامي»1987
- مسلسل مايا 2009

باب الحارة* ابوشاكر المنجد 
الزعيم 2011
سوق الحرير 2020م (صاحب القهوة)

من مواليد دمشق حي «الشريبيشات» عام 1959.